# Joakim – Ett övergivet barn
Joakim – Ett övergivet barn är en svensk dokumentärserie som hade premiär på TV4 Play den 13 februari 2025. I dokumentären får man följa Joakim Lundell, som åttaåring blev placerad på ett familjehem. I serien medverkar även hans bror Jacob, som tillsammans med en psykolog läser ur socialtjänstens anteckningar från Lundells uppväxt.

## Medverkande (i urval)
- Joakim Lundell
- Jonna Lundell
- Jacob Berg
- Christofer Berg
- Danjal Kanani
- Lunabelle Lundell
- Lionel Lundell